# Nashville (Geòrgia)
Nashville és una població dels Estats Units a l'estat de Geòrgia. Segons el cens del 2000 tenia 4.697 habitants.

## Demografia
Segons el cens del 2000, Nashville tenia 4.697 habitants, 1.864 habitatges, i 1.213 famílies. La densitat de població era de 390,8 habitants/km².
Dels 1.864 habitatges en un 31,7% hi vivien nens de menys de 18 anys, en un 44,2% hi vivien parelles casades, en un 16,5% dones solteres, i en un 34,9% no eren unitats familiars. En el 30,8% dels habitatges hi vivien persones soles el 12,3% de les quals corresponia a persones de 65 anys o més que vivien soles. El nombre mitjà de persones vivint en cada habitatge era de 2,44 i el nombre mitjà de persones que vivien en cada família era de 3,05.
Per edats la població es repartia de la següent manera: un 27,2% tenia menys de 18 anys, un 8,3% entre 18 i 24, un 27,5% entre 25 i 44, un 21,6% de 45 a 60 i un 15,4% 65 anys o més.
L'edat mediana era de 36 anys. Per cada 100 dones de 18 o més anys hi havia 84 homes.
La renda mediana per habitatge era de 26.228 $ i la renda mediana per família de 33.320 $. Els homes tenien una renda mediana de 22.725 $ mentre que les dones 19.533 $. La renda per capita de la població era de 15.007 $. Entorn del 20,6% de les famílies i el 25,8% de la població estaven per davall del llindar de pobresa.

## Poblacions més properes
El següent diagrama mostra les poblacions més properes.